# Chen Zihe
Chen Zihe (陈子荷S; 29 febbraio 1968) è un'ex tennistavolista cinese.

## Carriera
All'apice della carriera ha conquistato la medaglia d'argento nella gara del doppio alle Olimpiadi di Barcellona 1992.